# میتکوو
میتکوو (به لاتین: Mietków) یک روستا در لهستان است که در گمینا میتکوو واقع شده‌است.